# Johannes Kellner von Kirchheim

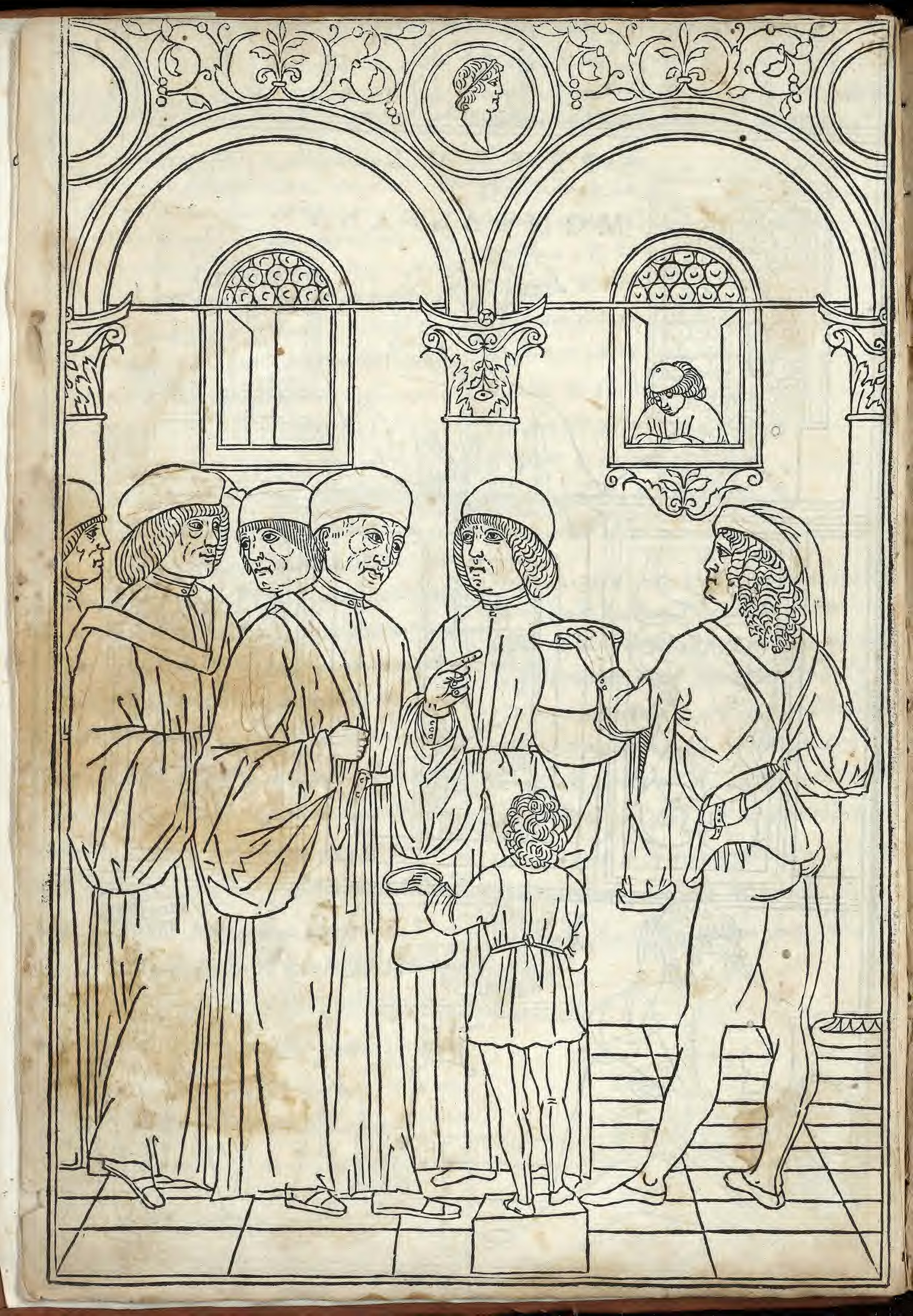
Fasciculus medicinae, 1493

Johannes Kellner von Kirchheim (* um 1415 in Kirchheim unter Teck; † 1470 in Ofen), auch Johannes de Ketham, Johann de Ketham oder Johannes Kirchheimer genannt, war ein deutscher Arzt.
Johannes Kellner von Kirchheim wurde um 1415 in Kirchheim als Sohn eines Küfermeisters geboren. 1437 schrieb er sich als Johannes Celearii de Kirchen in die Wiener Universitäts-Matrikel ein und bestand dort 1444 als Lizentiat der Freien Künste die medizinische Bakkalaureatsprüfung. Ebenfalls 1444 heiratete er die Wiener Patriziertochter Ursula Herzog und eröffnete in Wien regelwidrig eine medizinische Praxis. Erst 1448 erhielt er die medizinische Approbation und er wurde in den Jahren 1450, 1454 und 1461 zum Dekan der Wiener Medizinischen Fakultät gewählt. Die Fakultät stellte ihm jedoch durchweg negative Führungs- und Leistungszeugnisse aus.
Als Anhänger Herzog Albrechts VI. nahm er am 12. August 1461 den Wiener Stadtrat im Handstreich gefangen, setzte den Bürgermeister ab und machte einen ihm befreundeten Viehhändler zum Stadtoberhaupt. 1463, nach dem Tode Herzog Albrechts, initiierte Kirchheimer vermutlich die Legende, mit der Michael Puff des Giftmordes bezichtigt wurde. 1465 wurde er aus der medizinischen Fakultät ausgeschlossen und floh daraufhin nach Ofen, wo er im Frühjahr 1470 starb.
Unter seinem latinisierten Namen Johannes de Ketham (von Kêt-hâm „Kirchheim“) wurde 1491 in Venedig eine Sammlung medizinischer Abhandlungen mit dem Titel Fasciculus Medicinae erstmals herausgegeben. Dieses Buch ist von Johannes Kellner von Kirchheim jedoch weder verfasst noch zusammengestellt, sondern allenfalls benutzt oder im Unterricht empfohlen worden.